# Fjärdsgrundet (Luleå)
Fjärdsgrundet (ondiepte in fjord) is een Zweeds eiland behorend tot de Lule-archipel. Het eiland ligt tussen Kallaxön en Germandön.
Fjärdsgrundet is de naam van een eiland tussen dit eiland en Germandön. Dat eiland is vogelreservaat. Het eiland is nauwelijks 1,5 hectare groot. Het wordt wel Södra Fjärdsgrundet genoemd.